# Rompecabezas T

El rompecabezas T, una forma de T se puede montar con las cuatro piezas de la izquierda.

El rompecabezas T o puzzle T es un rompecabezas de mosaico que consta de cuatro formas poligonales que se pueden juntarse para formar una T mayúscula. Generalmente, dichas cuatro piezas son un triángulo rectángulo isósceles, dos trapezoides rectos y un pentágono de forma irregular. A pesar de su aparente simplicidad, es un rompecabezas sorprendentemente difícil del cual el meollo o problema es el posicionamiento de la pieza en forma irregular. Los primeros rompecabezas T datan de alrededor de 1900 y fueron distribuidos como regalos promocionales. Desde la década de 1920 se produjeron espécimen de madera y vueltos comercialmente disponibles. A 2015, la mayoría de los rompecabezas T vienen con un folleto con figuras adicionales para ser construidas. Las formas que se pueden formar dependen de las proporciones relativas de las diferentes piezas.

## Orígenes e historia temprana

### La Cruz Latina

El rompecabezas de cruz latina (izquierda) y el rompecabezas T (derecha).

El rompecabezas de la cruz latina consiste en volver a montar una disección de cinco piezas de la cruz con tres triángulos isósceles rectos, un trapezoide recto y una pieza de seis lados de forma irregular (ver figura). Si las piezas del rompecabezas de cruz cuentan con las dimensiones adecuadas, también pueden juntarse como un rectángulo. De origen chino, los ejemplos más antiguos datan de la primera mitad del siglo XIX. En 1926 apareció una de las primeras descripciones publicadas del rompecabezas en la "Secuela de la Diversión sin fin". Es posible encontrar muchas otras referencias del rompecabezas cruz en libros de magos, de diversión y de rompecabezas en el correr del siglo XIX. El rompecabezas T está basado en el rompecabezas cruz, pero sin cabeza y por lo tanto tiene solo cuatro piezas.

### Primas publicitarias
El rompecabezas T se hizo muy popular en el comienzo del siglo XX como un elemento de regalo, con cientos de diferentes empresas usándolo para promover su negocio o producto. Las piezas eran confeccionadas de papel o cartón y sirvieron como tarjetas comerciales, con el anuncio impreso en ellos. Normalmente venían en un sobre con instrucciones y una invitación a escribir o llamar a la compañía local o distribuidor para pedir su solución. Los ejemplos incluyen:
- Bitters Lash's - el laxantes tónica original (1898). Esta es la versión más antigua conocida del rompecabezas T. Los ángulos se cortan en 35 grados, lo que hace que el puzle sea más fácil y menos confuso.[4]
- El té blanco Rose Ceilán, Seeman Brothers, Nueva York (1903).[7]
- Este rompecabezas se cita con frecuencia como la versión más antigua del rompecabezas T, pero el rompecabezas de Bitters Lash's es anterior a este.
- La salchicha seca de Armour, Armour and Company, Chicago. El texto en el sobre lee "The Teaser T, Por favor, acepte este interesante rompecabezas con nuestros cumplidos. Usted encontrará una prueba real para colocar las cuatro piezas encerradas en este sobre juntos para formar esta letra perfecta "T." Si no lo soluciona, pida a su distribuidor la solución. Y para resolver el problema de la adición de deliciosos platos de carne a su menú Pregunte a su distribuidor para Armor's Dry Sausage".[5][8]
- Mejor harina de Larabee (1919).[9]
- De Waterall T Puzzle Pinturas y Barnices distribuido por DO Miller & Son, Allentown, Pensilvania. El sobre se menciona que el rompecabezas es "muy entretenido, interesante, sorprendente, agravante y fácil".[10]
- Compañía de seguros de Glens Falls T Puzzle, Nueva York.[11]

### Primeras referencias publicadas

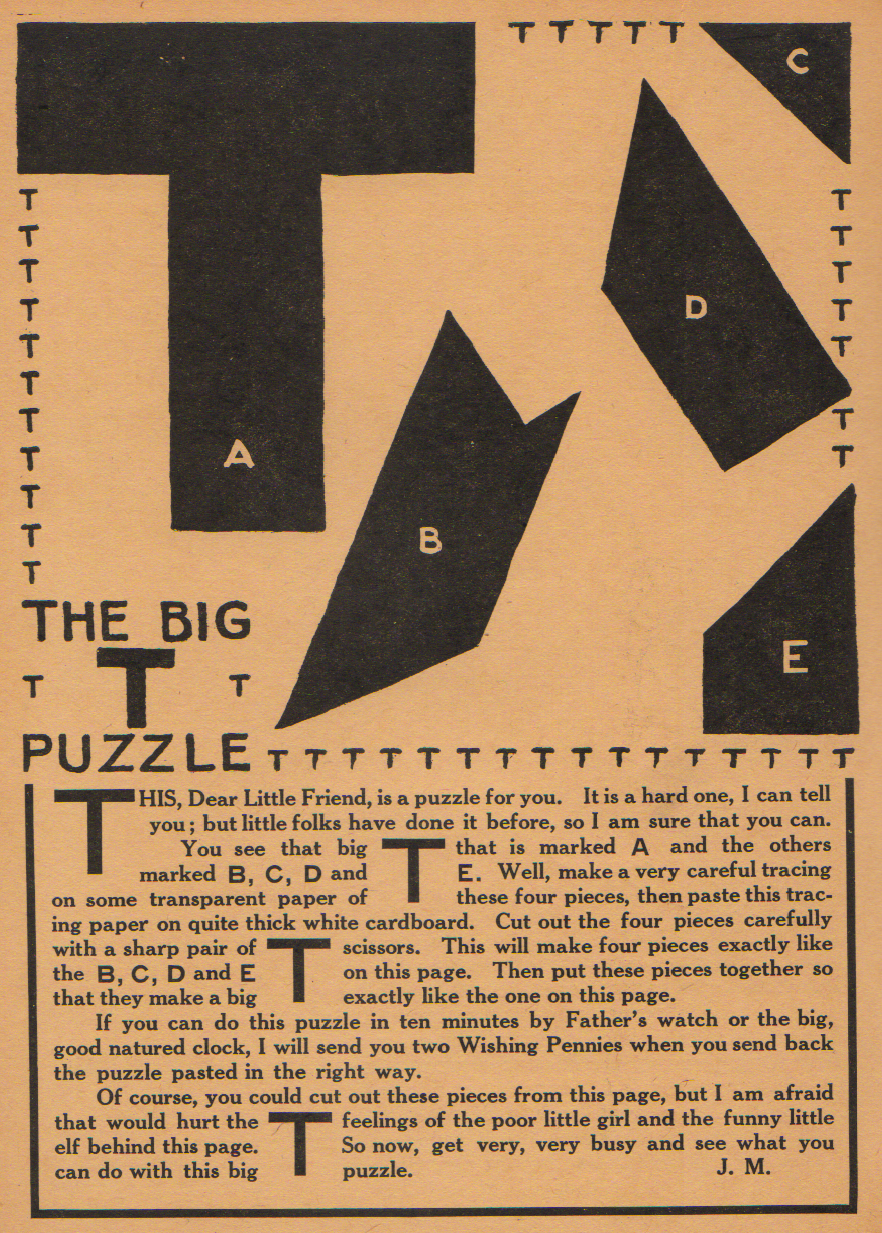
Rompecabezas de John Martin

Las referencias publicadas al rompecabezas T aparecieron en el comienzo del siglo XX. En la edición de octubre de 1904 de "Educación Primaria", una revista mensual para los profesores de primaria, el rompecabezas T es descrito como un rompecabezas para niños cansados, y formulan más comentarios: "Poner la letra en el tablero ayudará a los pequeñitos. Ellos dicen que a los adultos le toma diez minutos encajar las piezas. ¿Cuánto tiempo le tomará a los niños?" Otra referencia inicial fue la edición de abril de 1905 de una revista llamada "Nuestros Jóvenes". Una buena presentación particular del rompecabezas apareció en la edición de octubre de 1913 de libro de John Martin, aquí se muestra a la izquierda.
En "La carpintería y mecánica para chicos" de A. Hall (1918), se dan las figuras de un ejemplo T y patrones de tamaño completo para la construcción de una versión de madera del rompecabezas. Los brazos de la T son más largas de lo habitual. Los mismos dibujos aparecen en "Actividades de la cruz roja Junior—libro del docente", publicado en el mismo año por la Cruz Roja Júnior Americana. El rompecabezas presentado en este libro fue propuesto para ser construido para su uso en el ejército: 
"que se utilizará para su distribución en los centros de cantina para el hombres que pasan a través de los trenes militares... para el uso en campos, casas de convalecencia y hospitales "(P378). Señalan que el rompecabezas "ha demostrado ser popular entre los británicos Tommies" (P394) y dará instrucciones detalladas sobre cómo fabricar las piezas y un sobre contenedor.

## Rompecabezas comercial

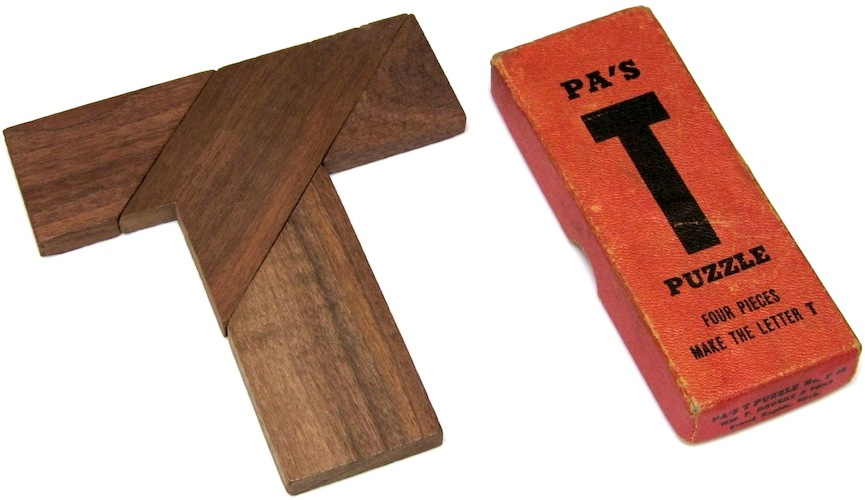
Pa'S T Puzzle No. P 20 WM. F. Drueke & Sons Grand Rapide, Mich.

### Simplemente la T
El rompecabezas T siguió siendo popular en todo el siglo XX y fueron vendidos versiones del mismo, a modo de juego de puzle, ya en la década de 1920. Un ejemplo de fecha alrededor de ese tiempo es una versión francesa del rompecabezas llamado "L'ETÉ" producido por NK Atlas de París. Otro ejemplo es la versión de madera del rompecabezas producido por Drueke & Sons, bajo el nombre de "Rompecabezas T de Pa", fechado en torno a los años 1940 y mostrado aquí a la derecha. Más tarde, también se produjeron versiones con piezas de plástico, como "Rompecabezas T de Adams" de SS Adams Co en la década de 1950 y El "famoso rompecabezas T" de Marx Toys en las décadas de 1960 y 1970. Desde la década de 1980, el "Rompecabezas del Sr. T", que ofrece el personaje de Mr. T de la popular serie del TV The A-Team (equipo A); la parte posterior del envase del producto tiene el eslogan "Compadezco al tonto que no pueda resolver el rompecabezas del Sr. T".

### Extensiones

Se pueden formar Estas 160 formas temáticamente agrupadas con la versión T asimétrica comercialmente extendida del rompecabezas T.

Pronto se reconoció que con las cuatro piezas del rompecabezas T se podrían formar otras figuras, similar al tangram. Desde 1930 data de una publicidad premium para Mohawk Rugs & Carpets que además de la T regular, presenta el desafío de hacer una punta de flecha con las mismas piezas. En el mismo año, un regalo para los lápices Van Dyke de Eberhard Faber contó con 14 figuras diferentes de la forma.
En la actualidad, los rompecabezas T vienen en proporciones estandarizadas, lo que permiten la construcción de muchas formas adicionales. Los diseños más importantes son (véase también la figura más abajo):
- El rompecabezas T De Nob: Diseñado por Nob Yoshigahara, esta versión del puzzle T vendió más de cuatro millones de copias.[24] Las piezas se pueden colocar en la forma de un pentágono convexo simétrico con dos ángulos rectos.[25][26][27]
- T asimétrica: Esta T es asimétrica porque el brazo izquierda y derecha de la T tienen longitudes diferentes, con el brazo más corto siendo aproximadamente el 83% de la más larga. Aquí todas las piezas tienen la misma anchura y se pueden poner en un segmento de línea perfecta. En la actualidad este rompecabezas es, a modo de ejemplo, vendido por HIQU e incluye 100 figuras para hacer, y por Eureka Juguetes y juegos, en un rompecabezas llamado trabalenguas cerebro.[28][29]
- T de Gardner: Esta es la versión que aparece en la columna de la revista Scientific American de Martin Gardner.[6] Las piezas también forman una T gorda, como se señala más tarde en una columna.[30][31] Esta versión fue vendido bajo el nombre "La T faltante" como parte de ¡Ajá! Enigmas clásicos de Diversión de Pensar.[18]

## Resolver el rompecabezas

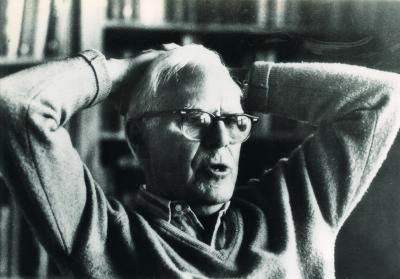
"No conozco ningún rompecabezas poligonal-discreto con el menor número de piezas que sea tan difícil de resolver." - Martin Gardner

Con solo cuatro piezas, el rompecabezas T es engañosamente simple. Los estudios han demostrado que algunas personas son capaces de resolverlo en menos de cinco minutos, mientras que la mayoría de las personas necesitan más de media hora para resolverlo. La principal dificultad en resolver el rompecabezas es la superación de la fijación funcional de poner la pieza del pentágono ya sea horizontal o verticalmente; y en relación con esto, la tendencia de tratar de llenar la muesca del pentágono. En un estudio se encontró que los participantes dedican más del 60% de sus intentos en ese tipo de acogimiento equivocado de la pieza de pentágono. E incluso cuando la pieza del pentágono pasa a ser colocada correctamente, fue en su mayoría no reconocida como parte de la solución, como una coincidencia con la T no se ve fácilmente. El rompecabezas se resuelve fácilmente cuando se llega la comprensión de que el pentágono forma parte tanto el tallo horizontal y vertical de la T y que la muesca en el Pentágono constituye una esquina interior.